# هانس وارنکه
هانس وارنکه (آلمانی: Hans Warnecke؛ ‏ ۱۷ اوت ۱۹۰۰ – ۱۶ مهٔ ۱۹۸۸) طراح جواهرات اهل آلمان بود.
او هم‌چنین طراح لامپ‌ها و تجهیزات آلمانی، استاد فلزکاری و طراحی محصولات صنعتی در آکادمی دولتی هنرهای زیبا در اشتوتگارت بود.

## فعالیت‌ها
او در طی سال‌های زندگی‌اش، کارگاه خود را در فورتسهایم همراه با Erika Habermann-Leistikow اداره کرد. در این کارگاه مینا کاری، طراحی جواهرات، تجهیزات و مبلمان ساخته شد.
این محصولات در نمایشگاه‌ها و موزه‌ها و در شهرهای لایپزیگ، درسدن، ماگدبورگ، اشتوتگارت، توکیو و اوزاکا مورد استقبال قرار گرفت.